# Weens Wiesenthalinstituut voor Holocauststudies

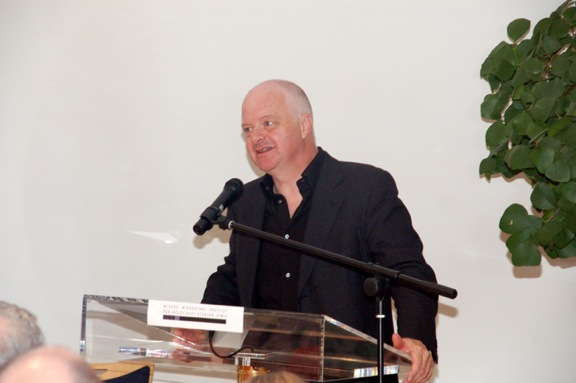
Robert Jan van Pelt spreekt tijdens de vijfde Simon Wiesenthal Lecture, Wenen, 16 juni 2011

Het Weens Wiesenthalinstituut voor Holocauststudies (Duits: Wiener Wiesenthal Institut für Holocaust Studien, VWI)  is een onderzoekscentrum gericht op onderzoek, documentatie en onderricht over alle aspecten van de Holocaust. Het instituut werd opgericht door Simon Wiesenthal en andere internationale en Oostenrijkse onderzoekers. Het instituut is gevestigd in Wenen en wordt gefinancierd door de stad Wenen en het Bundesministerium für Wissenschaft, Forschung und Wirtschaft (federaal ministerie voor Wetenschap, Onderzoek en Economie).

## Hoofdtaken
Onderzoek aan het VWI is internationaal en interdisciplinair opgevat. Het bestaat uit twee vormen. Enerzijds is er een jaarlijks fellowship-programma. Anderzijds worden er onderzoeksprojecten van uiteenlopende duur uitgevoerd. Verschillende projecten betreffende de geschiedenis van antisemitisme en de Holocaust werden al afgerond, worden uitgevoerd of zijn aangevraagd. Sinds de herfst van 2012 ontvangt het instituut jaarlijks twee senior fellows, twee research fellows en vier junior fellows. Meestal wordt de call for proposals aan het einde van elk kalenderjaar bekendgemaakt. De beslissing over de toekenning van de beurzen wordt jaarlijks genomen in de lente door een subcommissie van de Internationaler Wissenschaftlicher Beirat en een lid van de onderzoeksequipe. 
Het archief van het VWI bestaat uit delen van Simon Wiesenthals archief en Holocaust gerelateerd materiaal van het archief van het IKG. Dit komt samen met de constant groeiende academische bibliotheek tegemoet aan de opdracht tot documentatie van het instituut. De academische evenementen, waaronder lezingen, conferenties, workshops en interventies in de publieke sfeer, verschaffen tegelijk informatie en onderricht.
S:I.M.O.N. – Shoah: Intervention. Methods. DocumentatiON is een elektronisch tijdschrift van het VWI waarin de manuscripten van de Simon Wiesenthal Lectures, de working papers van de fellows en artikelen geselecteerd door het editorial committee worden gepubliceerd. De boekseries van het VWI worden uitgegeven door de Weense uitgeverij New Academic Press. Het Duitstalige, semi-jaarlijkse bulletin im Fokus informeert over alle komende evenementen en activiteiten.

## Evenementen
Het VWI organiseert verschillende publieke evenementen ter herinnering aan de Holocaust. 

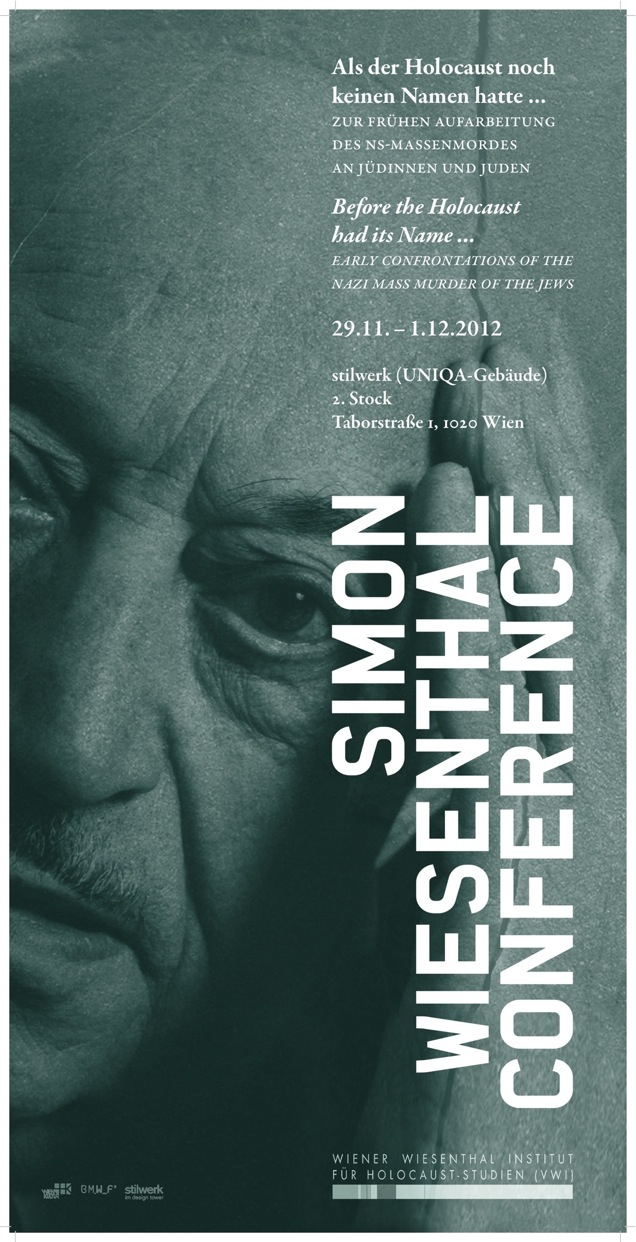
Uitnodiging Simon Wiesenthal Conference 2012

De Simon Wiesenthal Lectures ambiëren actueel Holocaustonderzoek naar een breder publiek te brengen met de hulp van vermaarde internationale onderzoekers. Aan het einde van een kalenderjaar organiseert het VWI jaarlijks de wetenschappelijke conferentie Simon Wiesenthal Conference. Bij aanvang van de zomer wordt een kleine workshop georganiseerd waarin de laatste trends in Holocauststudies worden gedebatteerd. “VWI Visuals” presenteert aan het grote publiek onbekende of vergeten visuele representaties van de Holocaust in de media.

## Geschiedenis
Wiesenthal wilde in zijn laatste jaren zijn archief toegankelijk maken voor verder onderzoek. Hij zag het als de basis voor Holocauststudies in Wenen. Omwille van deze redenen engageerde hij zich persoonlijk voor zijn dood in 2005 bij het opstellen van een concept voor het VWI toen de Israelitische Kultusgemeinde Wien (IKG, Joodse Gemeenschap Wenen) hem samen met andere wetenschappelijke instituten in Wenen benaderde betreffende de oprichting van een onderzoekscentrum. Het VWI werd in 2009 opgericht en is volledig operationeel sinds 2012.

## Organisatie
De ondersteunende organisatie achter het VWI bestaat uit de Israelitische Kultusgemeinde Wien (IKG, Joodse Gemeenschap Wenen), het Dokumentationszentrum des Bundes Jüdischer Verfolgter des Naziregimes (Joods Documentatiecentrum), het Dokumentationsarchiv des österreichischen Widerstandes (DÖW, Documentatiecentrum van het Oostenrijkse Verzet), het Institut für Zeitgeschichte (Instituut voor Eigentijdse Geschiedenis van de Universiteit Wenen, het Jüdisches Museum Wien (Joods Museum Wenen), de International Holocaust Remembrance Alliance (IHRA, Internationale Alliantie voor Holocaustherinnering) en het Zentrum für jüdische Kulturgeschichte Universität Salzburg (Centrum voor Joodse Culturele Geschiedenis van de Universiteit van Salzburg). De Raad van Bestuur wordt benoemd door de leden van deze ondersteunende organisaties en heeft de opperste beslissingsmacht betreffende de organisatorische aspecten van het VWI.
De Internationaler Wissenschaftlicher Beirat (Internationale Wetenschappelijke Adviescommissie) is een hoofdrolspeler voor alle academische kwesties. De commissie bestaat uit minstens twaalf internationaal vermaarde deskundigen, van wie minstens negen actief moeten zijn in het buitenland en van wie niet meer dan drie afkomstig mogen zijn uit Oostenrijkse instellingen. De nodige aandacht gaat uit naar het interdisciplinair karakter van deze commissie.
De dagelijkse leiding van het VWI is in handen van een Geschäftsführer (Directeur), een Forschungsleiter (Onderzoeksverantwoordelijke) en een administratieve staf, verantwoordelijk voor de bibliotheek, het archief, publicaties, PR en office management. Activiteiten vallen uiteen in drie categorieën: onderzoek, documentatie en onderricht. Binnen deze drie categorieën worden alle kwesties betreffende antisemitisme, racisme en de Holocaust behandeld, inclusief ontstaan en nasleep.